# ダダイスム
ダダイスム（仏: Dadaïsme）は、1910年代半ばに起こった芸術思想・芸術運動(アート・ムーブメント)のことである。ダダイズム、ダダ主義あるいは単にダダとも呼ばれる。第一次世界大戦に対する抵抗やそれによってもたらされたニヒリズムを根底に持っており、既成の秩序や常識に対する、否定、攻撃、破壊といった思想を大きな特徴とする。ダダイスムに属する芸術家たちをダダイストとよぶ。

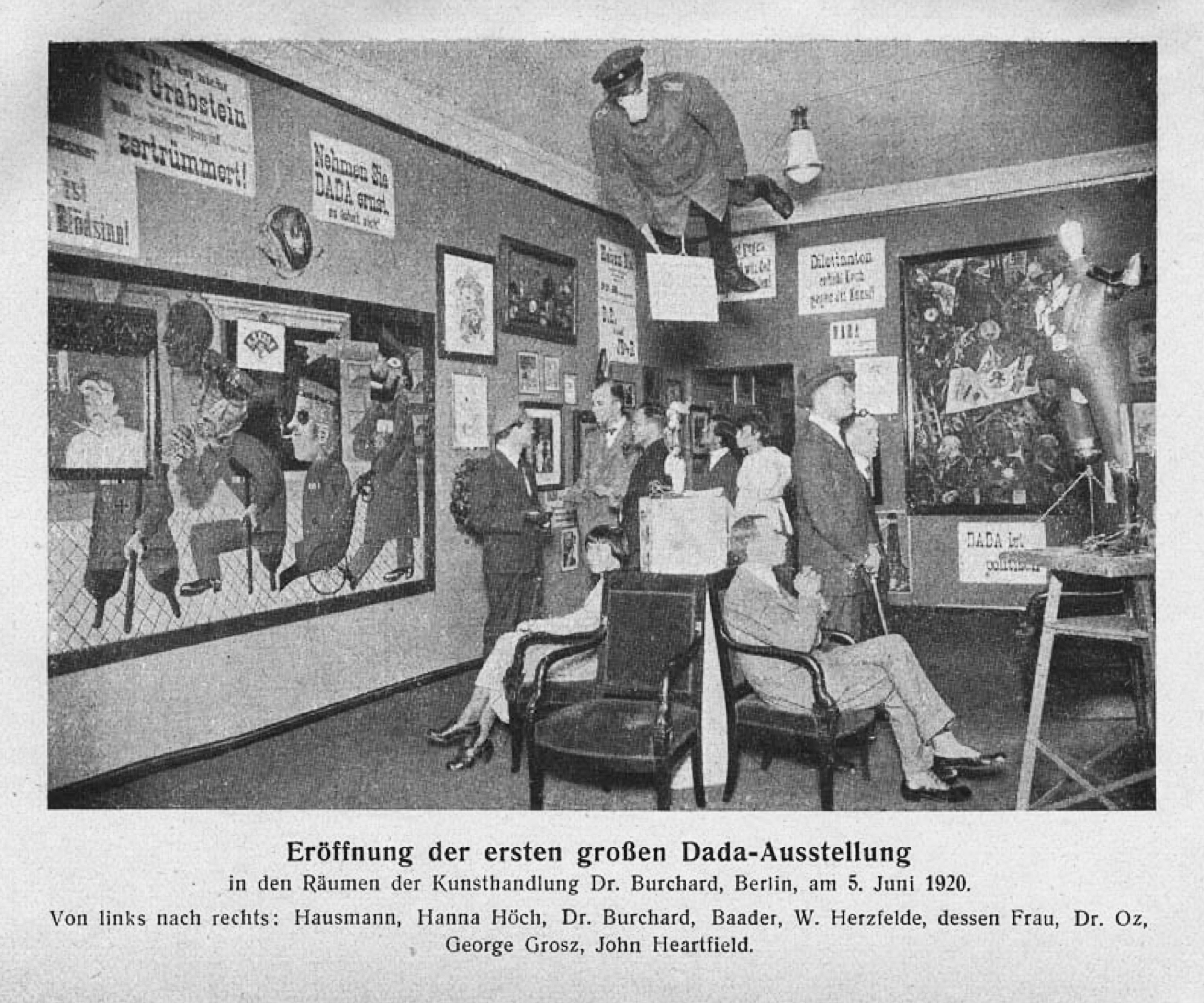
1920年ベルリンダダがブルヒャルト画廊で「大ダダ見本市」開催

## 歴史
ダダイスムの流れは、第一次世界大戦の1910年代半ばに、ヨーロッパのいくつかの地方やニューヨークなどで、同時多発的かつ相互影響を受けながら発生した（初期ダダ）。

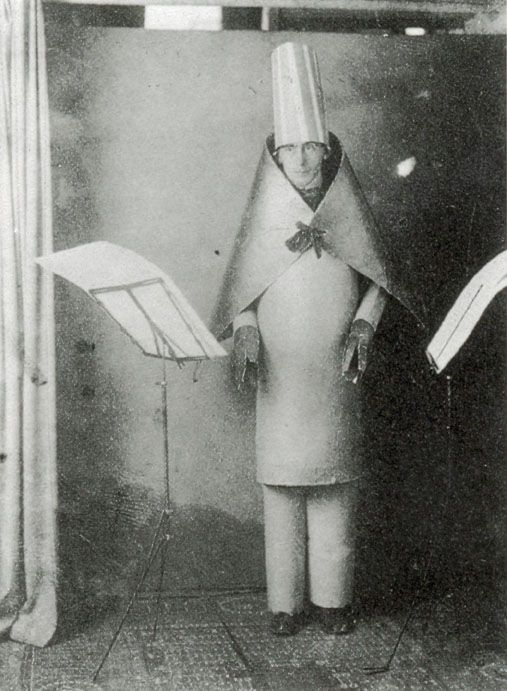
キャバレー・ヴォルテールでキュビスム風の格好をしたフーゴ・バル（1916年）

「ダダ」という名称は1916年にトリスタン・ツァラが命名したため（辞典から適当に見つけた単語だったとも言われる）、この命名をダダの始まりとすることもある（ダダ宣言）。ツァラなどによってチューリッヒで行われた、特にチューリッヒ・ダダと言われる運動は、キャバレー・ヴォルテール（Spiegelgasse 1番地に往時の様子を偲ぶことができる）を活動拠点として参加者を選ばない煽動運動的要素も孕んでいた。1918年にチューリッヒでツァラにより第2宣言がなされる。未来派はさまざまな芸術家による反応によって発展し、ダダはこれらの流れを組み合わせた。
同様の活動は各大都市ごとにあったが（→主要都市におけるダダ）、1919年にツァラはアンドレ・ブルトンに招聘されてパリに活動の場を移した（パリ・ダダ）。その後1922年頃にツァラとブルトンとの対立が先鋭化し、1924年にはダダから離脱したブルトン派によるシュルレアリスムの開始（シュルレアリスム宣言）と前後してダダイスムは勢いを失った。数年後にツァラとブルトンは和解し、ツァラはシュルレアリスムに合流した。1945年頃、シュルレアリスムも終息した。

### スイス・スタイル
戦後の復興期に、スイスでは4カ国語（ドイツ語、フランス語、イタリア語、ロマンシュ語）が併記される事情から、1950年代に入るとスイス・スタイル等の発展が始まり、ヨゼフ・ミューラー＝ブロックマンやポール・ランドが登場して、スイスは再びデザインの中心地に戻ってきた。これらの活動では、コーポレートアイデンティティなどの表現がみられる。1965年にアーミン・ホフマンとエミール・ルーダーはバーゼル造形学校に教室を設立、約30年間（1968年 - 1999年）にわたって教育を行なった。

### ネオダダ
アメリカでは、ダダの流れを汲むニューヨーク・ダダやニュー・バウハウスなどの土壌があったが、1960年代にダダイスム運動が復興し、ネオダダと呼ばれ、「反芸術」運動として隆盛した。のちのポップアートやコンクレーティズム（日本では具体派）、コンセプチュアリズムなどへ分岐していった。この意味で第二次世界大戦以後の現代美術の震源地となったといえる。

## 主要都市におけるダダ
- チューリッヒ・ダダ（1915年頃 - 1920年頃） - フーゴ・バル、ハンス（ジャン）・アルプ、リヒャルト・ヒュルゼンベック、マルセル・ヤンコ、トリスタン・ツァラ、ハンス・リヒター、ゾフィー・トイバー＝アルプ
- ニューヨーク・ダダ
- ベルリン・ダダ（1917年頃 - 1922年頃） - リヒャルト・ヒュルゼンベック、ジョージ・グロス、ジョン・ハートフィールド、ラウル・ハウスマン、ヨハネス・バーダー、ハンナ・ヘッヒ、ヴァルター・メーリング、ゲルハルト・プライス、ヴィーラント・ヘルツフェルデ
- ケルン・ダダ（1917年頃 - 1922年頃） - マックス・エルンスト、ヨハネス・テオドア・バーゲルト（本名：アルフレート・グリューンバルト）、ハインリヒ・ホーレ
- ハノーヴァー・ダダ（1917年頃 - 1922年頃） - クルト・シュヴィッタース
- パリ・ダダ（1919年頃 - 1924年） - アンドレ・ブルトン、ジャン・クロッティ、ポール・エリュアール、バンジャマン・ペレ、フィリップ・スーポー、ルイ・アラゴン、ジョルジュ・リブモン＝デセーニュ、ジャック・リゴー、テオドア・フラエンケル
- ダブリン・ダダ（1920年頃 - 1922年頃） - ダーモット・オライリー
- オランダ - テオ・ファン・ドゥースブルフを中心として「デ・ステイル」（1917年 - 1931年）が結成され、新造形主義を経て要素主義に至り、ロシア・アヴァンギャルドの影響を受けていたヴァルター・グロピウスに影響を与えることで、バウハウスを合理主義・機能主義（工業デザインや大量生産に合致するような方向）へと向かわせた。初期のIT産業に大きな影響を与えたフロッグデザインなども、バウハウスでのインダストリアルデザインを源流とするドイツ企業である。
- ロシア - ロストフ・ナ・ドヌで文芸集団「ニチェヴォキ（ロシア語版）」が結成され、1922年にボリシェビキのプロパガンダ作成をしていたウラジーミル・マヤコフスキーに対してトベルスコイ通り（ロシア語版、英語版）のプーシキン像へ行って靴磨きを見るように勧め、「プーシキン運動」（Pampushka）を提案し、1923年のレフ結成に影響を与えた。マヤコフスキーはロシア・アヴァンギャルドの詩・文学を主導した。
- ハンガリー - カシャーク・ラヨシュ（ハンガリー語版、英語版）、Déry Tibor、モホリ＝ナジ・ラースロー、Barta Sándorなど。ネオアヴァンギャルド（ハンガリー語版）（ハンガリー・アヴァンギャルド）が派生し、バウハウスの教育（合理主義・機能主義）に影響を与えた。
- オーストリア - H. C. Artmann、Friedrich Achleitner、Konrad Bayerなど。ヴィーナー・グルッペ（ドイツ語版、英語版）が派生。
- 日本（1921年 - 1925年） - 辻潤、清沢清志、高橋新吉、吉行エイスケ、MAVO（1923年-1925年）の柳瀬正夢、村山知義、尾形亀之助、大浦周蔵、門脇晋郎、高見沢路直（田河水泡）、『赤と黒』の萩原恭次郎、壺井繁治、岡本潤、川崎長太郎、林政雄、小野十三郎

### 写真・映画
ダダイスムに立脚した写真表現も存在する。第一次大戦と続く第二次大戦を通じて形成された虚無感を背景に、常識や秩序に対する否定や破壊といった感覚を表現の基調とする。
ダダと呼べるような写真作品を残している代表的な写真家・美術家に、マン・レイ、クリスチャン・シャド、マックス・エルンスト、ジョン・ハートフィールド、クルト・シュヴィッタース、ハンナ・ヘッヒ、ラウル・ハウスマン、北園克衛などが挙げられる。
ダダに特に多い写真表現としては、フォトモンタージュがある。単に写真を切り貼りしたというコラージュというような作品から、より緻密に1枚の作品に仕上げているものまであり、後者の作品は、シュルレアリスムの写真へもつながっていく。複数の写真を組み合わせることにより、比較的に容易に意外性を生じさせたり社会風刺ができるところに、ダダイストたちがフォトモンタージュを好んだ理由の一つがあると推測される。ドイツの画家ハンス・リヒターは、1910年代半ばから1920年代にかけて、ダダイスム映画作品も手がけている。

## 日本におけるダダ
1920年（大正9年）『万朝報』8月15日号に記事「ダダイスム一面観」が掲載される。高橋新吉が1921年（大正10年）11月に辻潤宅を訪問し、ダダについて辻に教示し、辻はダダイストを名乗るようになる。1922年（大正11年）12月『ダダイズム』を　吉行エイスケが発刊。翌1923年（大正12年）1月には萩原恭次郎、壺井繁治、岡本潤、川崎長太郎らが『赤と黒』を創刊。同年2月には 高橋が「DADAは一切を断言し否定する」との一文から始まる詩集『ダダイスト新吉の詩』（中央美術社）を発表する（編集は辻が担当した）。同年7月には村山知義、柳瀬正夢、尾形亀之助らが「MAVO」を結成し、翌年6月には『ゲエ・ギムギガム・プルルル・ギムゲム』が玉村善之助、橋本健吉、野川隆らによって創刊される。日本では1922年（大正11年）から1926年（大正15年）がダダ運動のピークとなった。以降も、ダダイスムは中原中也、坂口安吾、宮沢賢治など広範にわたって影響を与えた。
- 辻潤 - 高橋よりダダイスムの運動を知り、自らをダダイストと名乗る。
- 『ダダイズム』（1922年12月 - 1923年?） - 吉行エイスケ発刊。
- 『赤と黒』（1923年1月 - 1924年6月） - 萩原恭次郎、壺井繁治、岡本潤、川崎長太郎、林政雄、小野十三郎など。
- 高橋新吉 - 1923年、詩集『ダダイスト新吉の詩』（中央美術社）を発表。
- MAVO （1923年7月 - 1925年） - 村山知義、柳瀬正夢、尾形亀之助、大浦周蔵、門脇晋郎の5名が代表メンバー。高見沢路直（田河水泡）ものちに参加。
- 『ゲエ・ギムギガム・プルルル・ギムゲム』（1924年6月 - 1926年1月） - 編集人は玉村善之助、橋本健吉、野川隆。北園克衛、稲垣足穂、村山知義らも寄稿した。
- 中原中也 - 高橋新吉に影響を受け、「ノート1924」に46篇のダダ的な作品を記す。
- 陀田勘助 - 栃木県生まれ。本名、山本忠平。1922年、村松正俊と詩誌「ELEUTHERIA」、翌年から一年間は「鎖」、さらにその後継誌「無産詩人」を発刊した。1925年、アナーキズム系の詩誌「黒畑」を編集、労働運動に加わり1928年から共産党員となる。翌年検挙され獄中から書簡に詩を書き続けたが、原因不明の獄死を遂げた。1963年、渋谷定輔編『陀田勘助詩集』（国文社）が出版された。
- 北園克衛
- 坂口安吾 - ヴィトラックやツァラの詩を翻訳[4]。

戦後は、1960年代にネオダダを標榜して高松次郎・赤瀬川原平・中西夏之らによるハイレッド・センターが「東京ミキサー計画」などのハプニングイベントを遂行した（→ネオ・ダダイスム・オルガナイザーズ）。なお、『ウルトラマン』に登場した三面怪人ダダのネーミングは、ダダイスムに由来するという。同作には、ブルトンにちなむ「ブルトン」の名を持つ怪獣も登場している。

## 主な芸術家
- ギヨーム・アポリネール（Guillaume Apollinaire; 1880年 - 1918年）
- ルイ・アラゴン（Louis Aragon; 1897年 - 1982年）
- ジャン・アルプ（ハンス・アルプ）（Hans Arp, Jean Arp; 1887年 - 1966年）
- ポール・エリュアール（Paul Eluard; 1895年 - 1952年）
- マックス・エルンスト（Max Ernst; 1891年 - 1976年）
- ジョージ・グロス（ゲオルグ・グロッス）（George Grosz; 1893年 - 1959年）
- ジャン・クロッティ（Jean Crotti; 1878年 - 1958年）
- クリスチャン・シャド（hristian Schad; 1894年 - 1982年）
- クルト・シュヴィッタース（Kurt Schwitters; 1887年 - 1948年）
- フィリップ・スーポー（Philippe Soupault; 1897年 - 1990年）
- トリスタン・ツァラ（Tristan Tzara; 1896年 - 1963年）
- マルセル・デュシャン（Marcel Duchamp; 1887年 - 1968年）
- ゾフィー・トイバー＝アルプ（Sophie Taeuber-Arp; 1889年 - 1943年）
- ラウル・ハウスマン（Raoul Hausmann; 1886年 - 1971年）
- ヨハネス・テオドア・バーゲルト（本名：アルフレート・グリューンバルト）（Alfred Emanuel Ferdinand Grünwald, Johannes Theodor Baargeld; 1892年 - 1927年）
- ヨハネス・バーダー（Johannes Baader; 1875年 - 1955年、または1876年 - 1955年、または1875年 - 1956年）
- ジョン・ハートフィールド（John Heartfield, Helmut Herzfelde; 1891年 - 1963年）
- フーゴ・バル（Hugo Ball；1886年 - 1927年）
- リヒャルト・ヒュルゼンベック（Richard Huelsenbeck; 1892年 - 1974年）
- ライオネル・ファイニンガー（Lyonel Feininger; 1871年 - 1956年）
- ゲルハルト・プライス（Gerhard Preiss;）
- テオドア・フラエンケル（Théodore Fraenkel; 1896年 - 1964年）
- アンドレ・ブルトン（André Breton; 1896年 - 1966年）
- ハンナ・ヘッヒ（Hannah Höch; 1889年 - 1978年）
- ヴィーラント・ヘルツフェルデ（Wieland Herzefelde; 1896年 - 1988年）
- バンジャマン・ペレ（Benjamin Péret; 1899年 - 1959年）
- ヴァルター・メーリング（Walter Mehring; 1896年 - 1981年）
- マルセル・ヤンコ（Marcel Janco; 1895年 - 1984年）
- ジャック・リゴー（Jacques Rigaut; 1899年 - 1929年）
- ハンス・リヒター（Hans Richter; 1888年 - 1976年）
- ジョルジュ・リブモン＝デセーニュ（Georges Ribemont Dessaignes; 1884年 - 1974年）
- マン・レイ（Man Ray; 1890年 - 1976年）